# Utricularia livida
Utricularia livida — вид рослин із родини пухирникових (Lentibulariaceae).

## Морфологічна характеристика

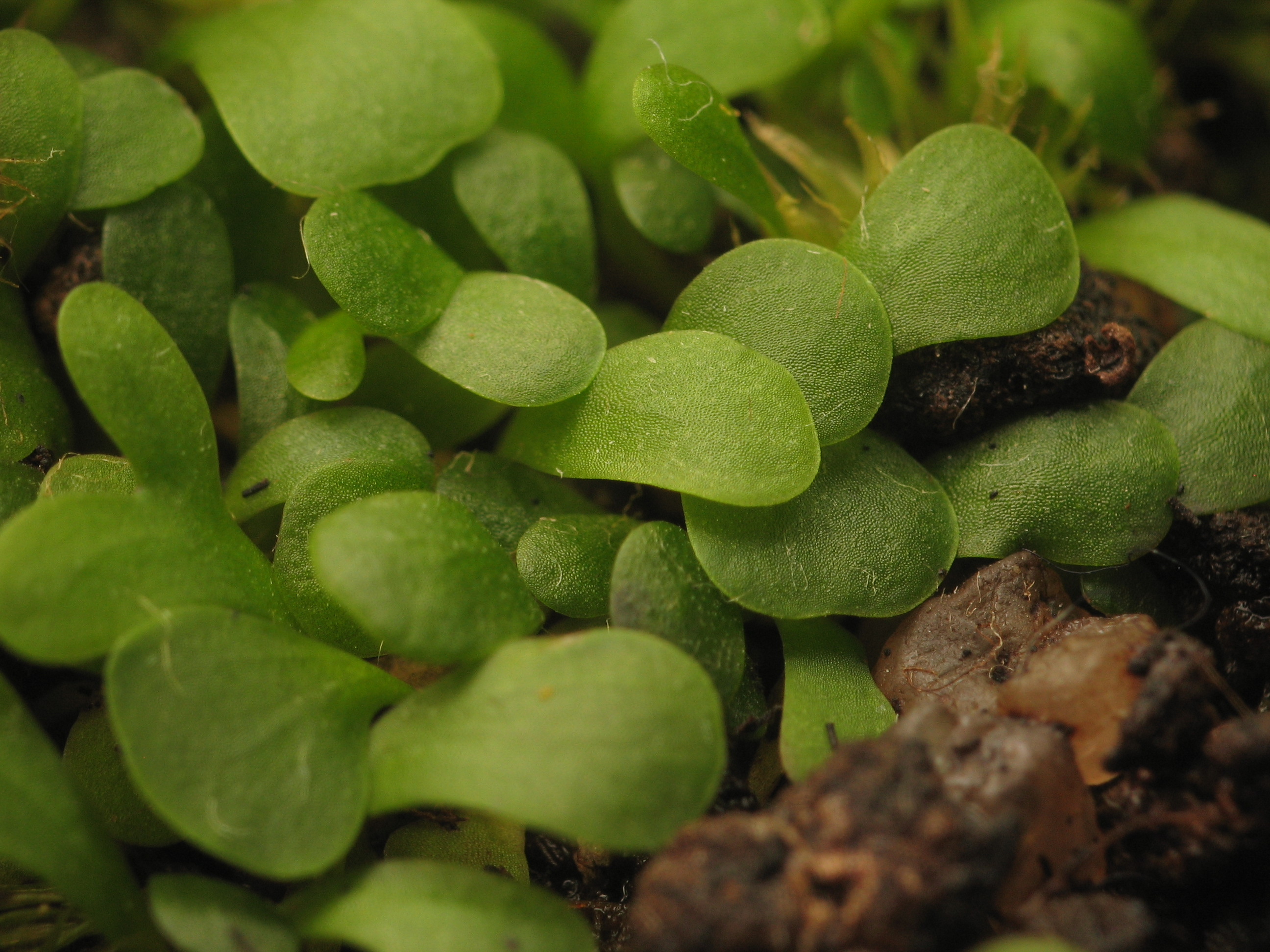
листки

Наземна трава. Ризоїди та столони капілярні, зазвичай численні. Листки не завжди наявні й не помітні у період цвітіння, ± у розетках біля основи квітконіжки та розкидані на стеблах, від лінійних до обернено-лопатоподібних чи рідко ниркоподібні, цільні, 1–7 см × 1–6 мм. Пастки численні, яйцеподібні, 1–2 мм завдовжки; рот кінцевий; верхня губа виступає приблизно вдвічі більше, ніж нижня, обидві забезпечені рядами залозистих волосків. Суцвіття пряме або гнуче, просте або рідко розгалужене зверху, 2–80 см заввишки, стеблина гладка й гола, відносно міцна, квіток (1)2–8(50), віддалені чи рідше скупчені. Частки чашечки майже рівні, яйцеподібні, 2–3 мм завдовжки у період цвітіння, збільшуються після цвітіння, верхівка верхньої частки гостра чи тупа, нижньої — округла, усічена чи ± двозубчаста. Віночок фіолетовий, ліловий чи білий з жовтою плямою на піднебінні чи рідше повністю жовтий або кремовий, 5–15 мм завдовжки; верхня губа в 1.5–2 довша від верхньої частки чашечки, вузько довгасто-зворотно-яйцювата, верхівка округла чи зрізана; нижня губа округла; шпора від трохи коротшої до ≈ 1.5 раза довше від нижньої губи, конічно-шилоподібна, пряма чи вигнута. Коробочка куляста, до 2 мм. Насіння небагато чи багато, 0.3–0.5 мм завдовжки, яйцеподібне, злегка кутасте, гладке чи від нечітко до чітко сосочкового.

## Середовище проживання
Вид поширений у тропічній і південній Африці (Ангола, ДР Конго, Свазіленд, Ефіопія, Кенія, Лесото, Мадагаскар, Руанда, Сомалі, ПАР, Судан, Уганда), на півдні Північної Америки (Мексика).
Росте на болотах або на вологих скелях; на висотах 0–2380 метрів.

## Використання
Вид культивується невеликою кількістю ентузіастів роду. Торгівля незначна.